# António Carreira
António Carreira (Lisbonne, ca. 1520-30 - ibidem, ca. 1587-97) est un compositeur et organiste portugais de la Renaissance.

## Biographie
António Carreira a été organiste de la Chapelle royale portugaise à Lisbonne. Ses compositions (Fantasias, Tentos, Chansons) démontrent une maîtrise et une ingéniosité contrapuntique. La plupart de ses compositions pour orgue se trouvent en manuscrits à la Bibliothèque de l'Université de Coimbra.
Une des compositions plus intéressantes de Carreira est la Canción Con qué la lavaré, oú la partie de le orgue qui va avec cette chanson populaire est dans la forme d'un Tento. Cette chanson est parmi les exemplaires plus anciens en Europe d'une chanson avec la partie instrumentale écrite. Cette pièce musicale est mentionnée dans un poème de Boris Gamaleya (dans le recueil Piton la nuit), qui se réfère justement à l'habileté contrapuntique de Carreira: « mais les orgues sublimes / de Coïmbra ou de Valladolid / le Cançao d'Antonio Carreira / où la main gauche / jalouse la main droite / qui devient à son tour la mano celosa… »